# جناة صالح الطيب
جناة صالح الطيب قرية سوريّة تتبع إداريّاً لمحافظة حلب منطقة منبج ناحية مركز منبج، بلغ تعداد سكانها 793 نسمة حسب التعداد السكاني لعام 2004.